# Jindřich II. ze Šternberka
Jindřich II. ze Šternberka (německy Heinrich II. von Sternberg, † 1. dubna 1328) byl v letech 1324 až do své smrti v roce 1328 kníže-biskup bamberského kláštera.

## Život
Jindřich II. ze Šternberka pocházel z českého šlechtického rodu Šternberků. Jméno Jindřich resp. Jan se u Šternberků vyskytovalo často. Jiný Jindřich II. ze Šternberka byl v letech 1270 až 1290 biskup halberstadtský.
V době jmenování Jindřicha II. ze Šternberka knížetem-biskupem byl na papežském stolci Jan XXII. a císařem Svatořímské říše byl Ludvík IV. Bavor. Do té doby byl mnišským kazatelem. Ten roku 1326 propůjčil obci Kupferberg městské právo, společně s privilegii, že si město smělo vybudovat opevnění a mělo právo zvyšovat daně. V obci, kde dnes žije něco málo přes 1000 obyvatel, žilo tehdy asi 3000 lidí a byla významným střediskem těžby mědi.

### Po smrti
Biskup Jindřich II. byl po smrti pohřben (ještě s dalšími bamberskými biskupy Eberhardem I., Egilbertem, Timem a Vulfingem ze Stubenbergu) v kamenné hrobce, která se dnes nachází při jižní stěně krypty pod východním ochozem bamberské katedrály.